# サッカーサンピエール島・ミクロン島代表
サッカーサンピエール島・ミクロン島代表（サッカーサンピエールとう・ミクロンとうだいひょう）はサンピエール島・ミクロン島サッカー連盟(Ligue de Football de Saint Pierre et Miquelon)によって編成されるサンピエール島・ミクロン島のサッカーのナショナルチームである。FIFAやCONCACAFに加盟していないためワールドカップや、ゴールドカップには出場できない。
フランス領の一部であるため、2010年9月22日から10月2日にかけてフランスで実施された、2010年フランス領諸国サッカー大会が国際デビュー戦となった。レユニオン，フランス領ギアナ，マヨットと対戦したが、0-11，0-7，0-10と3戦全敗で大会を終えた。